# Ludwig Bieringer
Ludwig Bieringer (* 25. November 1943 in Attnang-Puchheim, Oberösterreich) ist ein österreichischer Politiker (ÖVP) und war von 1991 bis 2009 Bundesrat sowie von 1982 bis 2013 Bürgermeister von Wals-Siezenheim.

## Leben
Bieringer absolvierte eine kaufmännische Berufsschule und wurde am 2. Jänner 1963 Angehöriger des Österreichischen Bundesheeres.
Bieringer rückte zum damaligen Artillerieregiment 3 in die Schwarzenbergkaserne ein, wo er als Wirtschaftsgehilfe begann. 1964 absolvierte er die Heeresunteroffiziersschule Enns, wurde 1966 zum Wachtmeister befördert und übte die Funktion eines Wirtschaftsunteroffiziers aus. Mitte 1977 wurde er Kochstellenleiter in der Schwarzenbergkaserne und 1978 zum Vizeleutnant befördert.

### Bürgermeister
1974 begann seine politische Laufbahn als Gemeindevertreter in Wals-Siezenheim. 1979 wurde er Vizebürgermeister und am 30. Juni 1982 Bürgermeister.
Am 22. Mai 2013 legte Bieringer sein Amt als Bürgermeister ab.

### Bundesrat und Salzburger Landtag
Am 16. Mai 1984 zog er erstmals in den Bundesrat ein, dem er bis 2009 erhalten blieb. Die ÖVP ernannte ihn 1997 zum Obmann der Bundesratsfraktion.
Zwischen 1989 und 1991 war er Abgeordneter des Salzburger Landtags.
Für insgesamt fünf Jahre bekleidete Bieringer in zwei Perioden das Amt des Ordners im Bundesrat, dreimal für jeweils ein halbes Jahr. Auch war er Bundesratspräsident, zuletzt von 1. Juli bis 31. Dezember 2002. Am 20. April 2008 erklärte Bieringer, dass er 2009 aus dem Bundesrat ausscheiden werde.

### Ämter
Neben seiner Tätigkeit als Bundesrat und Bürgermeister war Bieringer zwischen 1987 und 2005 Obmann des Österreichischen Arbeitnehmerinnen- und Arbeitnehmerbund (ÖAAB) in Salzburg und ist seit 1983 Präsident des Ringervereins AC Wals, seit 1991 Obmann des Wasserverbandes Salzburger Becken und seit 1992 Vorsitzender des Aufsichtsrates der Salzburger Abfallbeseitigung GesmbH & Co KG. Seit 2004 ist Bieringer Präsident des Österreichischen Kameradschaftsbundes.

## Ehrungen
- Goldene Medaille für Verdienste um die Republik Österreich
- 1993: Großes Goldenes Ehrenzeichen mit dem Stern für Verdienste um die Republik Österreich[1]
- 2002: Großes Silbernes Ehrenzeichen am Bande für Verdienste um die Republik Österreich[1] (2002)
- 2003: Großes Ehrenzeichen des Landes Salzburg
- Großes Goldenes Ehrenzeichen des Landes Steiermark
- Bundesheerdienstzeichen
- Ehrenbürger der Gemeinde Wals-Siezenheim
- Ehrenring der Gemeinde Wals-Siezenheim in Gold mit Brillanten
- Ehrenobmann der Landesgruppe Salzburg des ÖAAB
- Großes Verdienstkreuz mit Stern und Schulterband des Verdienstordens der Bundesrepublik Deutschland
- Großkreuz des chilenischen Verdienstordens
- 1998: Komtur mit Stern des Päpstlichen Ritterordens des heiligen Gregors des Großen[2]
- In seiner Wahlheimat Wals-Siezenheim wurde außerdem ein Platz nach ihm benannt, der Ludwig-Bieringer-Platz.